# Flakièdougou
Flakièdougou  est une localité du nord-est de la Côte d'Ivoire, et appartenant au département de Bondoukou, Région du Zanzan. La localité de Flakièdougou est un chef-lieu de commune.